# Бижутерија (албум)
Бижутерија је други студијски албум хрватске певачице Јелене Розге. Издат је 15. јула 2011. у издању Hit Records и Тонике. Као и на претходном певачицином албуму Опрости мала (2006), већину песама са албума написао је дуо Тончи Хуљић и Вјекослава Хуљић. Све песме је продуцирао Реми Казиноти и доживеле су нове сарадње, са Едом Ботрићем, Пером Козомаром и Робертом Пилепићем. Бижутерија је била комерцијално успешна у Хрватској где је заузела прво место на листи хрватских албума и добила златни сертификат за продају у преко 15.000 примерака. Албум је такође био добро прихваћен од стране музичких критичара који су га видели као прекретницу у њеној каријери и еволуцију њеног звука.
Розга је добила две номинације за албум на додели Порина у категоријама за хит године за песму Бижутерија и најбољи албум поп музике. На крају је освојила бившу награду, након чега је уследила контроверза осталих учесника такмичења. За промоцију албума објављено је девет синглова, укључујући комерцијално успешне "Свега има, ал' би још", "Дај шта даш", "Родит' ћу ти ћер и сина", "Има наде", "Карантена", "Она или ја“. Насловна песма је постала комерцијално најуспешнија и највећи хит у њеној каријери.
Након објављивања албума, Розга је кренула на регионалну турнеју под називом Бижутерија (2011–12). Била је веома успешна на читавом Балкану, а распродатим концертом у Спаладијум арени у свом родном Сплиту, Розга је постала прва уметница која је имала такво достигнуће. Албум је означио прекретницу у соло каријери певачице која ју је покренула напред у музичкој индустрији.

## Позадина и издање
Јелена Розга објавила је свој деби студијски албум Опрости мала 2006. године који је означио њено прво соло издање након десет година проведених као певачица поп бенда Магазин.  Албум је дебитовао на првом месту на листи хрватских албума у 31. недељи на листи и добио златни сертификат.  Сингл "Госпе моја" објављен са албума био је комерцијално успешан у Хрватској и региону Балкана, доспевши на врх листе неколико радио станица. Након успеха песама „Госпе моја“ и „Немам“, хрватске песме за Дору 2007, Розга је одлучила да поново објави Опрости мала у септембру 2007. како би укључила те песме.  Након песме Госпе моја, Розга је одлучила да се даље бави далматинско-грчком мелодијом музички карактеристичном за песму.
У јуну 2010. године, током емисије Далибора Петка на Народном радију, Розга је први пут представила своју песму „Бижутерија“, са којом је наступила на Сплитском музичком фестивалу 3. јуна. Заједно са објављивањем песме, Розга је најавила излазак другог студијског албума за 15. септембар 2010.  Албум на крају није објављен у септембру као што је првобитно најављено. Розга је ипак кренула на турнеју Бижутерија у јесен 2010. концертом у дворани Крешимир Ћосић у Задру (Вишњик), а најављен је следећи велики концерт у Спаладијум арени у Сплиту.  Дискографска кућа Hit Records је кратком објавом 18. јануара 2011. објавила да ће Бижутерија ускоро изаћи.  У јануару 2011, пре концерта у Арени, Розга је објавила албум Бижутерија.  Доступан је за дигитално преузимање 15. јула 2011. Такође је стављен на располагање за стримовање на сервису за стримовање музике Дизер 28. јула 2011. и постављен је на Јутјуб 1. маја 2013. 

## Промоција

### Синглови
Да би промовисао албум, певачица је објавила укупно девет синглова, сви са различитим успехом на ХР Топ 40. "Дјевица" је објављена као сингл након дебија уживо на CMC фестивалу 2008 у Пули 16. маја.  "Дај шта даш" је објављен као трећи сингл албума. Изабрана је за најслушанију песму у Хрватској 2008. године. Следећег лета је такође добио Гранд Прик награду.  "Свега има, ал' би још" је објављен као самостални сингл 2009. године и стекао је велику популарност у земљи.  Како би даље промовисала песму, Розга ју је извела на Хрватском радијском фестивалу 2009. одржаном у Опатији 29. маја.  „Ожиљак“ је објављен као четврти сингл албума са премијерним извођењем у емисији Над липом у октобру 2008.  Сингл је даље промовисан на четрнаестом издању црногорске емисије Сунчане скале, на Операцији тријумф заједно са такмичарком Соњом Бакић, у емисији Златне жице Славоније и на TV Bingo Show, све 2008. године.
"Родит' ћу ти ћер и сина" је објављен као сингл 20. јуна 2009. Песма је први пут изведена уживо на Сплитском музичком фестивалу 2009. у јулу 2009. године. Крајем године нашла се као најслушанија песма на Прокуративама у Хрватској.  „Има наде“ је објављен као шести сингл са албума 21. марта 2010.  Музички спот у режији Жељка Петреша објављен је 25. маја 2010.  Аудио за песму „Бижутерија“ објављен је 11. јуна 2010.  Музички спот за песму у режији Жељка Петреша који приказује снимке са певачевог наступа у Спаладијум арени објављен је 29. новембра 2010.  Музички спот је оборио рекорд најгледанијег спота певачице у тренутку објављивања. Сингл је убрзо постао Розгина најизвођенија песма на целом простору бивше Југославије и наишао је на одличан пријем код публике.  Поред тога, "Бижутерија" је постала комерцијално успешан сингл у Хрватској и региону.
Аудио снимак песме "Карантена" објављен је 14. децембра 2010. на певачевом званичном Јутјуб каналу.  Спот за "Карантену" сниман је негде у фебруару 2011. године на различитим локацијама сплитског хотела Radisson Blue, а режирао га је Жељко Петреш.   Песма је објављена као осми сингл албума. Сингл „Она или ја“ је објављен као девети и последњи сингл албума 5. октобра 2010. 

### Турнеја Бижутерија и наступи уживо
Како би даље промовисала албум на Балкану, Розга је кренула на турнеју Бижутерија (2010-2012). Турнеја је започела концертом у Задру, Хрватска 21. октобра 2010. године, а завршила на Скендерији у Сарајеву 9. новембра 2012.   Након наступа у Задру, Розга је 11. фебруара 2011. године одржала и наступ у свом родном Сплиту пред 12.000 гледалаца, чиме је постала прва певачица која је распродала Спаладијум арену.   Остали градови које је турнеја посетила укључују Београд у Сава центру 11. новембра 2011. године, што је обележило певачев први наступ као соло уметник у граду.   Турнеја је била велики комерцијални успех и распродала сва места. Такође је добио похвале и музичких критичара и публике за високу енергију и вокалну изложбу певача.  Поред тога, Розга је такође извела песме са албума током турнеје Карловачко лајв 2011. са Бајагом и инструкторима која је одржана у новембру и децембру 2011. године и посетила неколико градова у Босни и Херцеговини и Хрватској.
У циљу даље промоције албума и његових синглова, Розга је имала неколико телевизијских наступа. Први пут је наступила са "Има наде" заједно са Жељком Самарџићем и "Родит ћу ти ћер и сина" на TV Bingo Show 2010. у априлу.   Розга се поново заједно са Самарџићем појавила на Радијском фестивалу '10 у мају 2010. где су заједно извели „Има наде“.  Розга је 20. децембра 2010. године наступила на емисији Тулум свих тулума - Звијезде Hit Recordsa у Загребу где је извела "Родит ћу ти ћер и сина" и "Дај шта даш".  Крајем 2010. године наступила је на Радио-телевизији Црне Горе где је извела песме „Родит ћу ти ћер и сина“, „Бижутерију“, „Ожиљак“, „Она или ја“ и „Дај шта даш“ на програма за дочек Нове године.  У априлу и мају 2011. Розга је извела "Бижутерију" на хуманитарном концерту Руке за Јапан у Сплиту и у емисији Магазин Ин на ТВ Пинк.   На Данима хрватског туризма '11 извела је "Сад ил' никад". 

## Списак песма
| №   | Назив                  | Трајање |  |
| 1.  | Карантена              | 3:35    |  |
| 2.  | Гризем                 | 4:04    |  |
| 3.  | Сад ил' никад          | 3:24    |  |
| 4.  | Бижутерија             | 4:10    |  |
| 5.  | Она или ја             | 3:36    |  |
| 6.  | Има наде               | 3:33    |  |
| 7.  | Родит ћу ти ћер и сина | 3:44    |  |
| 8.  | Дај шта даш            | 3:26    |  |
| 9.  | Свега има, ал' би још  | 3:31    |  |
| 10. | Дјевица                | 3:50    |  |
| 11. | Ожиљак                 | 3:37    |  |
| 12. | Оставит ћу ти свитло   | 3:51    |  |

| №   | Назив                      | Трајање |  |
| 13. | Сад ил' никад (Club Remix) | 3:31    |  |
| 14. | Аха                        | 2:58    |  |

## Пријем и утицај
Албум се види као прекретница у каријери певачице након које је њена популарност нагло порасла. Такође је виђена као репрезентативнија слика њене личности у поређењу са њеним претходним радом.  Албум је доспео на прво место на листи хрватских албума у првој недељи од објављивања. Добио је златни сертификат од стране Хрватске фонографске индустрије за продају преко 15.000 примерака у земљи у првом месецу од објављивања.   Према интервјуу који је Розга дала након објављивања албума, "Гризем", "Сад ил' никад" и "Карантена" су сви добро прихваћени од стране публике. 
Насловна песма са албума "Бижутерија" освојила је награду за хит године на додели Порина 2011, о којој је одлучивала публика. Розгино освајање награде је резултат гласања публике, међутим, музичари и други номиновани су се невољно сложили са том одлуком, а неки су били против, оценивши је као "песму лаких нота".   Розга је признала да се осећала „нежељено“ и „непријатно“ и да су је колеге музичари гледали са презиром.  Албум и истоимена насловна нумера били су прекретница у њеној каријери; обоје су довели до повећања њене популарности и успеха.  Стихови "жена, мајка, краљица" постали су извор инспирације за робу и коришћени су на страницама мемова.  Розга је лично заслужна за песму што јој је „променила живот“.  Од објављивања, песма је служила као уводна песма за певачеве наступе уживо, као и промоцију албума објављених у каснијој фази. 
Године 2021. албум је назван као "легендарно" издање.  Осим тога, критичари су га видели као албум који је зацементирао њен статус "краљице попа" на хрватској сцени. 

## Заслуге и особље
- Јелена Розга – вокал (све песме)
- Едо Ботрић – аранжман (песма 10)
- Реми Казиноти – аранжман (песме: 1 до 9, 11 до 13)
- Стипица Калогјера – аранжман (песме: 14)
- Аленка Милано – пратећи вокал
- Бранкица Бродарић – пратећи вокал
- Хана Хуљић – пратећи вокал
- Весна Ивић – пратећи вокал
- Маја Видовић – дизајн
- Златко Бродарић – гитара
- Иван Хуљић – клавијатуре
- Реми Казиноти – клавијатуре, продуцент
- Роберт Пилепић – текст (песма: 5)
- Вјекослава Хуљић – текстови (песме: 1 до 4, 6 до 14)
- Перо Козомара – музика (песме: 5)
- Тончи Хуљић – музика (песме: 1 до 4, 6 до 14)
- Кристина Крајна – издаваштво
- Гордана Лабовић – фотографија

## Историја издања
| Регион | Датум        | Формат                  | Извор |
| ------ | ------------ | ----------------------- | ----- |
| Разно  | 15. јул 2011 | преузимање са интернета | [ 7 ] |
| Разно  | 28. јул 2011 | стриминг                | [ 7 ] |
| Разно  | 1. маја 2013 | стриминг                | [ 7 ] |